# Ворожейкин, Иван Егорович
Иван Егорович Ворожейкин — советский журналист и политический деятель, доктор исторических наук, профессор.

## Биография
Родился в 1929 году в деревне Новосемейкино в мордовской крестьянской семье. Член КПСС с 1948 года.
Окончил Центральную комсомольскую школу при ЦК ВЛКСМ, Московский государственный университет им. М. В. Ломоносова, АОН при ЦК КПСС.
В 1944—1947 гг. — электротехник объекта № 15 Министерства связи в Куйбышеве.
В 1947—1949 гг. — заведующий отделом организационно-инструкторской работы, секретарь Красноярского райкома ВЛКСМ Куйбышевской области.
В 1953—1957 гг. — литературный сотрудник, заведующий сельскохозяйственным отделом газеты «Псковская правда», редактор литературного альманаха «На берегах Великой».
В 1957—1961 гг. — первый главный редактор газеты «Молодой ленинец», органа Псковского обкома ВЛКСМ.
В 1961—1963 гг. — главный редактор псковской областной газеты «Псковская правда».
В 1963—1971 гг. — инструктор, консультант, заведующий сектором отдела агитации и пропаганды ЦК КПСС.
В 1971—1986 гг. — заместитель, первый заместитель главного редактора газеты «Правда»,
В 1986—1990 гг. — председатель Госкомитета РСФСР по делам издательств, полиграфии и книжной торговли.
Избирался депутатом Верховного Совета РСФСР 11-го созыва. Делегат XXVII съезда КПСС и XIX партконференции.
Умер в 2001 году в Москве.

## Награды
- Орден Трудового Красного Знамени (дважды)